# Mohinder Lal
Mohinder Lal   (Nasik, 1 de juny de 1936 - Espanya, 1 de juliol de 2004) fou un jugador d'hoquei sobre herba indi que va competir durant les dècades de 1950 i 1960.
El 1960 va prendre part en els Jocs Olímpics d'Estiu de Roma, on guanyà la medalla de plata en la competició d'hoquei sobre herba. Quatre anys més tard, als Jocs de Tòquio, guanyà la medalla d'or en la mateixa competició. En el seu palmarès també destaca una medalla d'or als Jocs Asiàtics de 1966.